# توموپنم
توموپنم (انگلیسی: Tomopenem) یک آنتی بیوتیک کارباپنم با ساختار بتالاکتام است.